# Obywatelski Blok Samorządowy
Obywatelski Blok Samorządowy (OBS) to stowarzyszenie o charakterze centroprawicowym działające na terenie powiatu dzierżoniowskiego.
Stowarzyszenie powstało w roku 2001 jako komitet wyborczy by wystartować w zbliżających się wyborach samorządowych w 2002 roku na terenie powiatu dzierżoniowskiego. W wyborach tych następujące osoby startujące z list OBS-u zostały wybrane do władz samorządowych:
- Marek Piorun – burmistrz Dzierżoniowa
- Janusz Guzdek – starosta powiatu dzierżoniowskiego
- Mirosław Obal – burmistrz Pieszyc
- Dariusz Lewandowski – wójt gminy Dzierżoniów

W tych samych gminach w radach miast i gmin radni OBS-u weszli w skład koalicji sprawujących władzę.
W 2003 roku komitet wyborczy przekształcił się w stowarzyszenie, którego prezesem zarządu jest Marek Piorun.